# Jacob Pavlovitch Adler
Pour les articles homonymes, voir Adler.
Répertoire
Der Yiddisher Kenig Lir, Shmendrick
Jacob Pavlovitch Adler, né à Odessa dans l'Empire russe (maintenant en Ukraine) le 12 février 1855 et décédé à New York le 1er avril 1926, est un acteur de théâtre russe, vedette du théâtre yiddish, tout d'abord à Odessa, puis à Londres et à New York.
Né Yankev Pavlovitch Adler, il est aussi connu sous son sobriquet "nesher hagodl", ("le Grand Aigle") car Adler signifie Aigle en allemand,. Il obtient ses premiers succès théâtraux à Odessa, mais sa carrière s'interrompt rapidement quand le théâtre yiddish est interdit en Russie en 1883,. Il émigre alors en Angleterre et devient une vedette du théâtre yiddish de Londres.
En 1889, lors de son second voyage aux États-Unis, il s'installe à New York,. Peu de temps après, il crée sa propre compagnie afin de jouer des pièces yiddish plus sérieuses. Pour cela, il recrute le premier auteur dramatique réaliste du théâtre yiddish, Jacob Gordin. Adler obtient un succès considérable dans le rôle-titre de la pièce Der Yiddisher Kenig Lir (Le roi Lear yiddish), se déroulant en Russie au XIXe siècle, qui dépeint le Shylock de Shakespeare sous le nom du Grand Juif, .
Presque toute sa famille travailla pour le théâtre; sa fille Stella Adler apprit les techniques d'interprétation à de nombreux artistes, parmi lesquels Marlon Brando.

## Enfance et adolescence
Le père de Jacob Adler, Feivel (Pavel) Abramovitch Adler est un négociant en grains plutôt médiocre. Sa mère, née Hessye Halperin, est une grande et belle femme, venant d'une famille aisée de Berdichev. Elle se brouille avec sa famille quand elle divorce de son premier mari en lui laissant son fils, afin d'épouser le père de Jacob. Le mariage avec une divorcée fait perdre à Feivel Adler (et donc aussi à son fils) son statut de Cohen. Son grand-père paternel très pieux vit chez eux pendant huit ans, ce qui oblige la famille à être beaucoup plus observante des pratiques religieuses pendant cette période. Mais, selon Adler lui-même, le vrai patriarche de la famille est son riche oncle Aaron "Arke" Trachtenberg, qui servira plus tard de modèle pour son rôle dans le Roi Lear yiddish.
Jacob grandit en ayant un pied dans le monde traditionnel juif et un autre dans un monde plus moderne, le monde européen. Sa petite-fille Lulla Rosenfeld écrit: « En tant que système d'idées organisé, il ne devait connaître presque rien ou rien du tout de la Haskala, (le mouvement des Lumières juif) ». Son éducation est très irrégulière en fonction des aléas de fortune de sa famille: il est envoyé soit au heder (école élémentaire religieuse juive) soit à l'école communale en langue russe, retiré totalement de l'école ou éduqué par un tuteur privé pendant quelques mois. Il écrira que « la somme de mes études était un peu d'arithmétique, quelques notions de grammaire russe et quelques phrases en français ».
Ses camarades sont Juifs ou Chrétiens, mais en 1862, il échappe à un véritable pogrom. Il n'est pas très sérieux et sèche souvent les cours. Dès l'âge de douze ans, il va assister à la flagellation, au marquage et à l'exécution publics des criminels; plus tard, il développera un certain intérêt à assister dans les tribunaux aux procès criminels. À quatorze ans, il commence à travailler dans une usine textile, et rapidement obtient un poste administratif avec un salaire de dix roubles par mois, salaire comparable à celui d'un adulte. Vivant encore chez ses parents, il commence à fréquenter le quartier mal famé de Moldavanka. Son premier contact avec la renommée est quand il devient brièvement un boxeur sous le nom de Yankele Kulachnik (Jacques le Poing), mais rapidement la boxe l'ennuie, mais il reste en contact avec « les fils de pères riches, mais sans diplômes ». Bon danseur, il fait partie d'un groupe de jeunes qui régulièrement s'affrontent lors des cérémonies de mariage. Sa célébrité locale continue avec une réputation de meilleur danseur de cancan d'Odessa.
Il quitte l'usine et devient un raznoschik, un marchand ambulant; dans ses mémoires, il fait allusion à des amourettes avec des "domestiques et des femmes de chambre"; d'après lui, il est, à cette période de sa vie, prêt à tomber dans la délinquance. Grâce à son oncle Arke, "un grand amoureux du théâtre", il s'intéresse au théâtre et principalement aux acteurs eux-mêmes, tout d'abord à la beauté d'Olga Glebova et à la coupe des habits d'Ivan Kozelsky, mais il a la chance de se trouver dans l'un des plus grands théâtres de la ville de cette époque.
À 17 ans, il devient le chef de la claque de Glebova, travaille comme copiste chez des avocats et passe toutes ses soirées soit au théâtre, soit dans des tavernes ou des bals.  Il s'inspirera plus tard de sa propre vie quand il jouera Protasov dans Le Cadavre vivant de Léon Tolstoï. Au cours des années suivantes, il a de nombreuses aventures sentimentales et ses fiançailles avec une certaine Esther Raizel sont rompues en raison de sa réputation sulfureuse qui confirme le pêché du divorce de sa mère. Il échappe à un autre pogrom, mais sa famille est financièrement ruinée par la destruction de ses biens et le vol de ses avoirs.
En écrivant sur cette période dans ses mémoires, Adler mentionne qu'il a assisté et admiré les représentations d'Israel Grodner, un Brodersänger (chanteur de Brody) et acteur d'improvisation, qui deviendra bientôt un des fondateurs du théâtre yiddish professionnel. Une chanson de Grodner sur un vieux père renvoyé par ses enfants servira plus tard comme point de départ de l'idée du Roi Lear yiddish. Adler écrit qu'il serait bien devenu un Brodersänger comme Grodner, mais « Je n'avais pas de voix ». Cette absence de voix musicale est un facteur majeur dans l'orientation de sa carrière d'acteur; selon Rosenfeld, alors que le théâtre yiddish de l'époque est dominé par le vaudeville et l'opéra, « Adler est le seul acteur yiddish à s'en remettre entièrement aux classiques et aux traductions d'œuvres européennes modernes ».

## Infirmier et inspecteur
En 1877, la déclaration de guerre entre la Russie et la Turquie entraîne une conscription générale de tous les jeunes hommes. Poussé par sa famille, il arrive, en soudoyant des gens, à être incorporé comme infirmier dans le corps de la Croix-Rouge. Il est sélectionné (apparemment sur sa bonne mine) par le prince Vladimir Petrovich Mechersky pour servir dans un hôpital de russes germanophones à Bender en Moldavie, où il a principalement affaire à des malades du typhus. Pendant ses quatre mois à l'hôpital, il se fait connaître des familles juives de la ville, et gagne une médaille d’or pour son action remarquable durant son bref service pour le tsar.
De retour à Odessa, il obtient un poste de distributeur de journaux. Ce travail respectable nécessite de se lever à six heures du matin, ce qui ne convient pas à un fêtard. Mais ses relations dans la presse lui permettent d'apprendre un des autres effets de la guerre: les nombreux marchands et négociants juifs, que la guerre avait amenés à Bucarest, étaient là-bas une bénédiction pour le théâtre yiddish naissant d'Abraham Goldfaden. Deux de ses connaissances d'Odessa, Israel Rosenberg, un escroc à belle prestance et Jacob Spivakofsky, le rejeton d'une famille très riche, sont devenus là-bas des acteurs, et après avoir quitté Goldfaden, ont fondé leur propre compagnie, effectuant des tournées en Moldavie. Adler leur écrit d'amener d'urgence leur troupe à Odessa.
Adler s'arrange pour obtenir une recommandation du prince Mechersky et une autre d'Avrom Markovich Brodsky, un homme d'affaires si brillant qu'il a reçu le surnom de tsar juif, pour obtenir une place au marché comme inspecteur au département des poids et mesures, un poste inhabituel pour un Juif à cette époque. 
Son travail légèrement corrompu lui permet d'avoir de bons contacts avec la police, et lui permet de résoudre certains problèmes quand la jeune troupe théâtrale de Rosenberg et de Spivakofsky retourne, sans licence et sans le sou, de Roumanie à la fin de la guerre, pour s'installer à Odessa. L'arrêt des hostilités marque en effet, avec le retour des commerçants juifs, la déroute du théâtre yiddish dans les provinces.
Adler aspire à être un acteur, mais pense dans un premier temps être plus utile à la troupe en étant un critique et un théoricien, mettant à profit sa large connaissance du théâtre russe. Les premières productions, (La grand-mère et la petite-fille et Shmendrik de Goldfaden) sont des succès populaires, mais le propre témoignage d'Adler suggère qu'elles sont fondamentalement médiocres, et que son oncle Arke est consterné: « Est-ce cela du théâtre? Non mon enfant, c'est du cirque. »

## Carrière d’acteur
La remarque de Lulla Rosenfeld qu'Adler « …compte uniquement sur les classiques et les traductions de pièces européennes modernes » n'est pas totalement exact. D'une part, il est le responsable du recrutement du premier dramaturge naturaliste du théâtre yiddish, Jacob Gordin, et obtient un accueil triomphal dans le rôle-titre du Yiddisher Kenig Lir de Gordin, qui se déroule en Russie au XIXe siècle et d'autre part, jusqu'à ses cinquante ans, il n'hésite pas à profiter de ses prouesses de danseur, et même occasionnellement de prendre un rôle avec quelques chansons, bien que d'après tous les comptes-rendus (y compris les siens) ce ne soit pas son fort.

### Russie
Adler écrit dans ses mémoires que la passion de sa future femme Sonya Oberlander et de sa famille pour le théâtre et leur vision de ce que pouvait devenir le théâtre yiddish, l'ont maintenu dans sa voie en dépit de la position de son oncle. Quand elle est choisie par Rosenberg, en désaccord avec Jacob Spivakovsky, pour le rôle-titre dans l'opérette comique noire de Goldfaden, Braindele Kozak, elle tire les ficelles pour que le rôle de Guberman soit attribué à Adler.
Son succès dans le rôle est stoppé net par la nouvelle que Goldfaden, dont ils jouent les pièces sans permission, va arriver à Odessa avec sa troupe. D'après Goldfaden, il se serait rendu à Odessa sur la demande de son père, mais Adler attribue cette visite aux ennemis de Rosenberg et de Spivakovsky. Rosenberg, retire sa troupe d'Odessa pour une tournée dans l'arrière-pays. Peu de temps après, à la suite d'un accord avec Goldfaden, la troupe est reconnue officiellement et rattachée à la compagnie de Goldfaden.
Adler prend alors un congé de son travail pour voyager avec la troupe de Rosenberg à Kherson, où il remporte un réel succès comme acteur en jouant l'amoureux Marcus dans Die Kishufmacherin ("La sorcière", aussi connu sous le nom de "La sorcière de Botoşani"). Il dépasse la durée de son congé et perd son poste d'inspecteur. Il décide alors de devenir un acteur à plein temps. Adler regrette qu'avec Tulya Goldfaden, il n'y ait plus de « participations communes, ni plus de camaraderie idéaliste ». Mais, c'est sous ce même Goldfaden qu'il a un avant-goût du vedettariat, quand les gens à Chişinău campent dans la cour en attendant le spectacle. Même la police semble être tombée amoureuse de la troupe, habillant les acteurs avec leurs propres uniformes pour les faire échapper à la foule exubérante.
Mécontent de sa paie, Adler organise sans succès une grève des acteurs à Krementchouk. Une série d'intrigues conduit presque à une rupture avec Sonya, mais en fin de compte, les ramène tous les deux dans la troupe de Rosenberg et conduit à leur mariage à Poltova. Quand la troupe éclate, les Adler font partie des quelques acteurs qui restent avec Rosenberg pour former une nouvelle troupe qui comprend, entre autres, l'actrice qui deviendra fameuse sous le nom de Keni Liptzin. À Chernigov, Adler renonce à la possibilité de jouer dans une production en langue russe de Boris Godounov. C'est alors que Goldfaden réapparaît, et usant d'une intrique compliquée, prouve aux Adler que Rosenberg n'est pas loyal à leur égard. Il les recrute pour sa propre troupe qui est sur le point d'obtenir un succès triomphal à Saint-Pétersbourg.
Tout va changer avec l'assassinat du tsar Alexandre II le 13 mars 1881. Le deuil pour la mort du tsar, signifie que toutes les représentations sont annulées dans la capitale. En plus, le climat politique se détériore pour les Juifs. La troupe de Goldfaden persévère pendant un certain temps en jouant à Minsk et à Babrouïsk, principalement pour des soldats russes et à Vitebsk, où Adler et sa femme Sonya sont obligés d'attaquer Goldfaden en justice afin d'être payés. Ils quittent alors sa troupe pour rejoindre celle de Rosenberg qui joue à Nezhin sous un théâtre de tente. Cependant, la situation ne s'améliore pas et Nezhin est la proie d'un pogrom. La troupe réussit à éviter tout dommage physique, d'une part en faisant croire aux émeutiers qu'elle est une troupe française, et d'autre part en distribuant l'argent que les Adler avaient gagné au procès contre Goldfaden.
À Łódź, Adler joue triomphalement le rôle-titre d' Uriel Acosta de Karl Gutzkow, le premier d'une série de rôles au travers desquels il développera un personnage qu'il appellera plus tard le Grand Juif. Après Łódź, ils s'établissent à Zhytomyr, où le directeur/investisseur nommé Hartenstein est totalement incompétent. Ils pensent avoir trouvé un coin calme de l'Empire russe où ils pourront enfin gagner un peu d'argent, mais en fait, Hartenstein est simplement en train de les ruiner.
Les conséquences financières de la faillite de leur compagnie sont atténuées par une série de trois représentations bénéficiaires en coordination avec la compagnie du théâtre local de langue russe. Sonya retourne à Odessa pour la naissance de sa fille Rivka; Adler reste six semaines à Zhytomyr où il s'instruit auprès de deux acteurs de caractère russes de renommée nationale, Borisov et Philipovsky. Cependant il décide de retourner à Odessa, certain de quitter le théâtre.
Plus tard dans sa vie, quand il se remémorera ses années d'acteur dans les troupes de Rosenberg et de Goldfaden, Adler les considèrera simplement comme l'enfance de sa carrière. Il décrit ses pensées à la fin de cette période: « Pendant trois ans, j'ai vagabondé dans la caverne de la Sorcière de Botoşani, dans les habits de clown de Shmendrick et que savais-je exactement de mon art? …Si un jour je retourne au théâtre yiddish, que je sois cette fois-ci moins ignorant ».
À Odessa, il se rend compte que personne ne veut l'employer dans un poste autre que celui d'acteur. En 1882, il crée sa propre troupe avec Keni Liptzin et prend Rosenberg comme partenaire. La troupe part en tournée à Rostov, à Taganrog, en Lituanie, à Dünaburg (maintenant Daugavpils en Lettonie). Désirant s'installer à Saint-Pétersbourg, ils rappellent leur ancien directeur Chaikel Bain. Ils se trouvent à Riga en août 1883 quand la nouvelle tombe de l'interdiction totale du théâtre yiddish en Russie.
La troupe est bloquée à Rïga. Chaikel Bain tombe malade et meurt. Avec quelques difficultés, ils arrivent à arranger la traversée gratuite de la troupe vers Londres, à bord d'un bateau de bétail, en échange de divertir l'équipage. À Londres, Adler décide d'incorporer dans sa troupe Israel Grodner et sa femme Annetta. Selon Adler, Rosenberg, qui jouait de nombreux rôles que jouait aussi Grodner, lui aurait alors dit: « C'est lui ou c'est moi ». Adler tente de le convaincre, mais insiste de garder Grodner qu'il considère comme un des meilleurs acteurs du théâtre yiddish, tandis qu'il pense que Rosenberg manque de profondeur. Rosenberg décide alors de ne pas suivre la troupe à Londres.

### Londres
De cette période à Londres, Adler écrit: « ... si le théâtre yiddish était destiné à passer sa petite enfance en Russie et à devenir un adulte en Amérique, alors Londres était son école ».
Adler arrive à Londres avec peu de contacts. À Whitechapel, le centre du Londres juif à cette époque, il rencontre la pauvreté extrême, qu'il décrit comme excédant tout ce qu'il a vu en Russie et tout ce qu'il verra à New York.  Le grand-rabbin de l'Empire britannique d'alors, Nathan Marcus Adler est un de ses parents. Le père d'Adler lui écrit une lettre d'introduction en hébreu, mais rien n'est plus éloigné des désirs du rabbin, que d'aider un théâtre en yiddish.  Nathan Marcus Adler voit le yiddish en Angleterre, comme un jargon qui existe aux dépens de l'hébreu liturgique et de l'anglais nécessaire pour s'élever dans la société anglaise. Son judaïsme orthodoxe « ne peut pas supporter une bénédiction donnée à une scène, car celle-ci serait donnée en vain… »; de plus, il est effrayé à l'idée que la représentation de Juifs sur scène aide et conforte les idées que s'en font leurs ennemis.
À cette époque, le théâtre yiddish à Londres est un théâtre purement amateur. L'arrivée de Russie d'acteurs yiddish professionnels signifie un grand changement, en portant le théâtre yiddish à un niveau supérieur et permettant un modeste professionnalisme, mais en n'assurant que des très faibles rémunérations. Dans ses mémoires, Adler reconnaît que de nombreuses personnes ont tenté de l'aider de différentes façons.  De façon ponctuelle, avec l'aide d'Herman Fiedler, un parent de Sonya, dramaturge, chef d'orchestre et régisseur, les Adler et les Grodner réussissent à jouer au Prescott Street Club. Ils y réalisent des représentations sérieuses devant un public d'environ 150 personnes. Fiedler leur écrit le Mendiant d'Odessa d'après l'œuvre de Félix Pyat, Le Chiffonnier de Paris, une tragicomédie écrite à la veille des révolutions de 1848. Adler y joue un rôle qu'il continuera à jouer tout au long de sa carrière.
Deux mois plus tard, il joue Uriel Acosta au théâtre d'Holborn devant une audience de 500 personnes, comprenant entre autres, "l'aristocratie juive de West End". La piété des Juifs de Londres est telle qu'ils sont obligés d'utiliser un faux shophar en carton afin d'éviter le blasphème. Le grand-rabbin Adler est présent, ainsi que son fils et éventuel successeur Hermann Adler, et tous les deux, et plus particulièrement le jeune rabbin, sont favorablement impressionnés. Des comptes-rendus sont même publiés dans la presse de langue anglaise.
Jouant devant de petites audiences, sur de minuscules scènes, dans des troupes communales, et ne jouant que le samedi et dimanche soir (les Juifs pieux de Londres n'auraient jamais toléré des représentations le vendredi soir), Adler se focalise sur du théâtre sérieux comme jamais auparavant. Cependant les relations entre Adler et Grodner se détériorent, et les disputes idéologiques et autres s'amplifient. Finalement les Grodner quittent pour faire du théâtre dans d'autres villes comme Paris, mais finalement retournent à Londres où Grodner meurt en 1887.
À partir de novembre 1885, Adler a son propre théâtre, le "Princes Street Club", situé 3 Princes Street (maintenant Princelet Street, E1), construit dans ce but et financé par un boucher du nom de David Smith. Il contient 300 places; Adler y joue chaque soir, à l'exception du vendredi soir. Il gagne trois livres dix shillings par semaine, une somme maigrelette sans commune mesure avec sa renommée. De nombreux acteurs importants du théâtre yiddish, dont entre autres Sigmund Mogulesko, David Kessler, Abba et Clara Shoengold, et Sara Heine (la future Sara Adler) y donnent des représentations en invité quand ils séjournent à Londres.
Un des rôles les plus fameux d'Adler à cette époque est le fourbe Franz Moore dans l'adaptation en yiddish de la pièce Les voleurs de Schiller, qui introduit Schiller au public yiddish. En 1886, à au moins une occasion, il jouera Franz Moore ainsi que le héros de la pièce, Karl Moore, le frère de Franz : dans la pièce, ils ne se rencontrent jamais
1886 est une année terrible pour Adler. Sa fille Rivka meurt de la diphtérie; Sonya meurt d'une infection contractée en donnant naissance à leur fils Abram ; Entretemps, il a une aventure avec une jeune femme, Jenny ("Jennya") Kaiser, qui est aussi enceinte de son fils Charles. Déprimé après la mort de Sonya, il refuse une offre de s'établir aux États-Unis, qui sera acceptée par Mogulesko et Finkel. Lors d'une représentation au Princes Street Club pendant l'hiver 1887, l'assistance est prise de panique en prenant un feu simulé pour un véritable incendie; 17 personnes meurent étouffées dans la débandade. Bien que les autorités confirment que ce n'est pas la faute d'Adler, et que le théâtre est autorisé à rouvrir, les spectateurs se font rares; Adler écrit : «le théâtre était si froids, noir et vide que vous pourriez chasser les loups dans la galerie ».
La liaison d'Adler avec Jennya continue ; en même temps, il a une aventure avec une jeune choriste venant d'une famille juive orthodoxe, Dinah Shtettin. Dans ses mémoires, il n'est pas très clair sur l'enchaînement de ces liaisons ainsi que d'autres qu'il aurait eues à la même époque. De même, on ne sait pas trop si Jennya au sang chaud n'était pas très intéressée par le mariage, et si le père de Dinah insistait pour le mariage, même s'il méprisait Adler et doutait que le mariage dure longtemps.

### Séjour en Amérique
Grâce à une petite somme fournie par son parent, le grand-rabbin, Adler a assez d'argent pour s'embarquer pour New York avec son bébé Abram, Alexander Oberlander et sa famille, Keni et Volodya Liptzin et Herman Fiedler entre autres. Adler ne doute pas que le rabbin est ravi de voir les acteurs yiddish quitter Londres. À New York, ils découvrent rapidement que ni Mogulesko et Finkel au "Roumanian Opera House", ni Maurice Heine à "l'Oriental Theater" n'ont besoin d'eux. Ils se rendent donc à Chicago, où après un bref succès initial, la troupe éclate pour des raisons de disputes de travail et de compétition à couteaux tirés. Les Oberlanders décident d'ouvrir un restaurant; Adler et Keni Liptzin se rendent à New York dans le courant de l'automne où elle arrive à être engagée au "Romanian Opera House"; Ne trouvant aucune situation, Adler décide de retourner à Londres, rappelé par les charmes de Dinah et de Jennya.
Il ne reste pas longtemps à Londres. Après quelques beaux succès à Varsovie qui dépend de l'Autriche, il retourne à Londres au printemps 1889, puis repart à New York, cette fois embauché par Heine au théâtre Poole. Après un échec initial dans Le Mendiant d'Odessa (il écrira que les spectateurs de New York n'étaient alors pas prêts pour la tragicomédie), il obtient du succès dans le mélodrame Moishele Soldat, et un succès encore plus important dans Uriel Acosta. Ceci lui permet de faire venir Dinah en Amérique. Leur mariage ne dure pas longtemps, mais leur divorce est à l'amiable. Elle se remarie avec Siegmund Feinman. Adler se brouille avec Heine, initialement concernant le travail, mais à cette période, le mariage de Heine ne se porte pas bien et Sara Heine deviendra par la suite Sara Adler.
Adler part sur les routes avec Boris Thomashefsky, qui est un des pionniers des tournées du théâtre yiddish. Ils jouent à Philadelphie et à Chicago, où ils apprennent qu'ils ont la possibilité de reprendre le théâtre Poole, Heine ayant déménagé au Thalia. Adler retourne à New York, où il s'arrange pour reprendre à Heine la troupe de Mogulesko et Kessler.

### New York
Renommant le théâtre Poole, "l'Union Theater", Adler essaye de produire le théâtre yiddish le plus sérieux que New York ai jamais vu, avec des pièces telles que La Juive d'Eugène Scribe, Samson le Grand de Zolotkev et Quo vadis ? d'Henryk Sienkiewicz. Cependant, après l'immense succès de Thomashefsky dans l'opérette David ben Jesse de Moses Horowitz au "National Theater" de Moishe Finkel, "l'Union Theater" décide d'abandonner temporairement sa progammation intellectuelle et d'entrer dans la compétition avec les Judith et Holopherne, Titus Andronicus, ou la Seconde Destruction du Temple, et Hymie en Amérique.

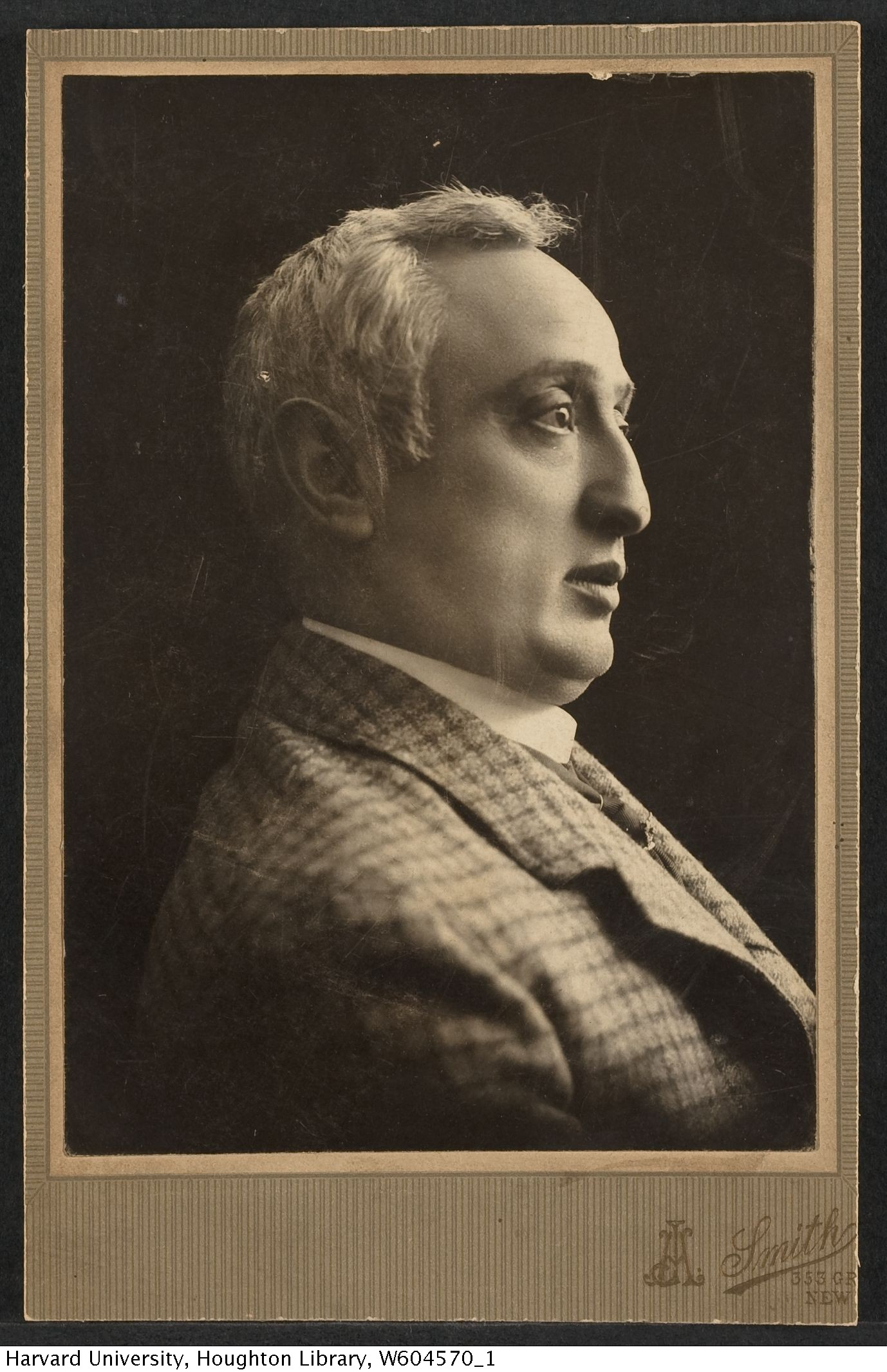
Jacob Adler

Adler n'est pas très content de ce genre de pièces et recherche un dramaturge qui pourrait créer des pièces qui attireraient le public juif, tout en fournissant un théâtre dont il serait fier. Il recrute Jacob Gordin, un intellectuel et un romancier déjà bien respecté, arrivé récemment à New York et travaillant pour le journal yiddish l'Arbeiter Zeiting, précurseur du The Forward. Les deux premières pièces de Gordin, Sibérie et Deux Mondes sont des échecs commerciaux, si bien que Mogulesko et Kessler quittent la compagnie. Mais la pièce Der Yiddisher Kenig Lir, avec comme acteurs Adler et sa nouvelle femme Sara est un tel succès qu'elle est transférée au "National Theater" de Finkel, beaucoup plus grand. Cette pièce, de très loin inspirée par Shakespeare, convient aussi bien au public populaire qu'aux intellectuels juifs qui jusqu'alors avaient largement ignoré le théâtre yiddish et met un terme, au moins provisoirement, à la domination commerciale des opérettes telles que celles d'Horowitz et de Joseph Lateiner. L'année suivant, L'Homme sauvage de Gordin consolide ce changement de direction du théâtre yiddish, qui rétrospectivement rentre dans ce qui est maintenant considéré sa première période de grandeur.
Au cours des décennies suivantes, Adler jouera (ou dans certains cas seulement produira) de nombreuses pièces de Gordin, mais aussi des pièces classiques de Shakespeare, de Schiller, de Lessing, La Juive de Scribe, les adaptations des romans Trilby de George du Maurier et de La Dame aux camélias d'Alexandre Dumas fils, ainsi que des pièces de dramaturges modernes tels que Maxime Gorki, Henrik Ibsen, George Bernard Shaw, August Strindberg, Gerhart Hauptmann, Victor Hugo, Victorien Sardou, ou Leonid Andreïev. Fréquemment, les œuvres des grands dramaturges contemporains, même Shaw qui écrit en anglais, passe sur la scène New Yorkaise en yiddish, des années, voire des décennies, avant d'être jouées en anglais.
Ayant déjà interprété avec succès le rôle de Shylock dans Le Marchand de Venise de Shakespeare en yiddish au "People's Theater", il reprend le rôle en 1903 dans une production de Broadway, dirigée par Arthur Hopkins. Dans cette production, Adler joue en yiddish, tandis que le reste de la troupe parle en anglais. La critique du New York Times est défavorable à l'interprétation d'Adler: on lui reproche en particulier son style naturaliste qui n'est pas ce que le public attend à cette époque d'une représentation de Shakespeare. Quelques revues, comme le magazine Theater sont plus chaleureuses; en tout cas, la production sera reprise deux ans plus tard.
Lulla Rosenfeld écrit que l'acteur britannique Henry Irving, connu à cette époque pour son interprétation de Shylock, jouait Shylock comme « moralement supérieur aux Chrétiens autour de lui... poussé à la cruauté uniquement par leurs cruels persécutions. » Au contraire, « Adler méprise la justification. Son objectif est la disculpation totale ».  D'après les propres mots d'Adler, « Shylock dès le début est guidé par "l'orgueil" plutôt que par la revanche. Il veut humilier et terrifier Antonio, le marchand de Venise pour les insultes et l'humiliation qu'il lui a fait subir. C'est la raison pour laquelle il va jusqu'à apporter son couteau et ses balances devant la cour. Pour Shylock, cependant, le couronnement sera de refuser la livre de chair avec un geste de compassion divine. Quand le verdict se retourne contre lui, il est ulcéré car on lui a volé cette occasion, et non parce qu'il désire la mort d'Antonio. C'était mon interprétation. C'est le Shylock que j'ai essayé de montrer. ». Cette théorie est visible dans sa façon de jouer.
Après ses deux succès à Broadway, Adler revient au théâtre yiddish.
Après le pogrom de Kichinev de 1903, Adler retourne brièvement en Europe de l'Est à l'été 2003, afin de convaincre le reste de sa famille d'émigrer en Amérique. Bien qu'il soit accueilli en héros, il n'arrive à convaincre qu'une partie de sa famille. En particulier, sa mère désire rester sur place, son père étant décédé quelques années auparavant. Il persuade sa sœur Sarah Adler de le suivre en Amérique, ayant perdu son mari à la suite d'une crise cardiaque en 1897 à Verdun, et élevant seule ses sept enfants. Elle émigre en 1905.
De retour à New York, Adler et Thomashefsky louent en commun "The People's Theater", avec l'intention de l'utiliser chaque soir de la semaine. Adler épuisé par son périple en Russie, doit souvent abandonner ses soirées pendant la semaine, si bien que Thomashefsky lui propose de les lui racheter pour la somme de 10 000 dollars, à condition qu'il accepte de ne plus jouer sur une scène à New York. Adler se sent si insulté par cette proposition, qu'il ne reparlera plus à Thomashefsky pendant plusieurs mois, bien qu'habitant dans deux appartements situés de part et d'autre d'une cour, rue St. Mark's Place à Manhattan. Adler décide de jouer La puissance des ténèbres de Tolstoï et d'en effectuer lui-même la traduction du russe en yiddish. La pièce est un grand succès, la première représentation réussie d'une pièce de Tolstoï aux États-Unis, et Thomashefsky est si content pour Adler que tous les deux décident de renouer leur amitié. Les pièces suivantes connaissent le même succès, l'adaptation du roman Résurrection de Tolstoï par Gordin et la pièce originale de Gordin Le sans-abri.
En 1904 Adler fait construire le "Grand Theater" à l'angle de Bowery et de Canal Street à Manhattan, le premier théâtre spécialement construit à New York pour le théâtre yiddish. Sa femme Sara décide de jouer ses propres pièces au "Novelty Theater" à Brooklyn. La famille s'installe alors dans un immeuble de trois étages avec ascenseur dans East Seventies avant de déménager plus tard à Riverside Drive. C'est à cette époque que le célèbre journaliste Lincoln Steffens écrit un article disant qu'à New York, le théâtre yiddish a éclipsé en qualité le théâtre de langue anglaise.
Cet âge d'or ne va pas durer. Les années 1905 à 1908 voient l'arrivée à New York d'un demi million de nouveaux émigrants juifs, et de nouveau, le public pour le théâtre yiddish réclame des spectacles plus légers. Adler tente de résister, mais les Thomashefsky font fortune au "Thalia"; des pièces telles que Minke la servante attirent nettement plus de spectateurs que Dementia Americana de Gordin (1909). Il faudra attendre 1911 avant qu'Adler n'obtienne un autre triomphe, cette fois avec la Rédemption de Tolstoï, aussi connu sous le nom de Le cadavre vivant, traduit en yiddish par Leon Kobrin.
En 1919-1920, Adler, malgré ses propres vues socialistes, doit faire face à un conflit social avec l'Hebrew Actors' Union, le syndicat des acteurs juifs; Il jouera la saison à Londres plutôt qu'à New York.
En 1920, une attaque cérébrale pendant ses vacances dans l'État de New York va mettre un terme presque définitif à sa carrière d'acteur, bien qu'il apparaisse occasionnellement sur scène, principalement lors de spectacle de bienfaisance. Il jouera alors l'acte I du Roi Lear yiddish, où le personnage titre joue l'acte entier en étant assis. En 1924, il se sent suffisamment en forme pour jouer le rôle-titre de L'étranger de Gordin, inspiré du poème Enoch Arden d'Alfred Tennyson:  le personnage est « un homme malade et cassé », et Adler est capable d'intégrer ses propres faiblesses physiques dans le portrait. Le 31 mars 1926, Adler s'affaisse soudainement, et meurt presque instantanément.

## La famille
Adler a été marié trois fois, tout d'abord avec Sophia (Sonya) Oberlander, puis avec Dinah Shtettin (qui épousera Siegmund Feinman après son divorce d'avec Adler) et finalement avec Sara Adler, qui lui survit de 25 ans.
Sa fille Rivkah (Rebecca) qu'il a eu avec Sonya meurt à l'âge de 3 ans et Sonya meurt à la suite d'une infection contractée en donnant naissance en 1886, à son fils Abram. Le fils d'Abram, Allen Adler sera entre autres le scénariste de Planète interdite.
Pendant son mariage avec Sonya, il a une liaison avec Jenny "Jennya" Kaiser, avec qui il a un fils, l'acteur de théâtre Charles Adler (1886–1966).
Il a une fille, Celia Adler avec Dinah.
Les six enfants qu'il a avec sa troisième femme, l'actrice Sara Adler, sont les acteurs célèbres Luther et Stella Adler et les moins connus, Jay, Frances, Julia et Florence.
Sa sœur Sarah/Soore Adler et ses sept enfants émigrent à New York en 1905. Sa nièce, Francine Larrimore, la fille de Sarah, deviendra une actrice de Broadway, et jouera dans plusieurs films.

## Ses mémoires
Les mémoires d'Adler sont publiées dans le journal yiddish socialiste de New York "Die Varheit" de 1916 à 1919, et brièvement résumées en 1925 dans une relance infructueuse de ce journal. La traduction en anglais de sa petite-fille, Lulla Rosenfeld n'est publiée qu'en 1999. La partie 1916-1919 des mémoires, donne une vision détaillée des années en Russie. La partie de 1925 donne de même un aperçu détaillé de son séjour à Londres, mais en omettant de donner des précisions sur les dates exactes de ses relations avec sa femme Sonya, avec Jennya Kaiser et Dinah Shtettin. Ses mémoires ne contiennent qu'une description fragmentaire de sa carrière à New York. Dans la traduction en anglais de ses mémoires, Rosenfeld tente de remplir les lacunes avec ses propres commentaires,.
Adler écrit de façon alerte avec humour. Il dépeint le directeur Hartenstein comme « un jeune homme de Galicie avec des cheveux longs et une petite intelligence, à moitié instruit à Vienne, et à moitié acteur » et décrit les pauvres de Whitechapel comme s'ils étaient « sortis de leur mère déjà vieux et grisonnants ». De ses années à Londres, il écrit : « Nous avons joué devant un public réduit, sur une scène de la taille d’un cadavre, mais nous jouions bien avec l'ivresse du bonheur ».
Dans un petit essai, Shmendrick, mon Mephistopheles, Adler vers la fin, décrit la dernière fois qu'il a vu jouer Shmendrick en 1912, à une cérémonie à la mémoire de Goldfaden. Se lamentant sur le choix de la pièce, « Goldfaden a écrit de meilleurs choses », il reconnaît cependant que « ce même petit Smendrick était notre gagne-pain… j'ai crissé des dents. J'ai appelé les fantômes d'Aristophane, de Shakespeare, de Lope de Vega. J'ai pleuré et avalé mes propres larmes…et j'ai maudit le destin qui me liait à lui… Et, même lorsque je maudissais et condamnais, les larmes me coulaient. Pendant toute ma vie, tout mon passé se tenait devant moi sur cette scène…Pauvre premier pas de notre théâtre yiddish…Je vous remercie pour le bonheur que vous nous avez donné…Je vous remercie Shmendrick—mon bien-aimé—mon moi ».